# Los nueve mil millones de nombres de Dios
Los nueve mil millones de nombres de Dios (en inglés: The Nine Billion Names of God) es un cuento de ciencia ficción de 1953 del escritor británico Arthur C. Clarke. La historia estuvo entre los cuentos seleccionados en 1970 por los Escritores de Ciencia Ficción de América como uno de los mejores de ciencia ficción publicados antes de la creación de los Premios Nebula. Fue reimpreso en The Science Fiction Hall of Fame, Volumen Uno, 1929–1964.

## Argumento
En un monasterio tibetano, los monjes intentan enumerar todos los nombres de Dios. Creen que el universo fue creado para este propósito, y que una vez que se complete este nombramiento, Dios llevará al universo a su fin. Hace tres siglos, los monjes crearon un alfabeto en el que calcularon que podían codificar todos los nombres posibles de Dios, que suman alrededor de 9.000.000.000 ("nueve mil millones") y cada uno de ellos no tiene más de nueve caracteres. Escribir los nombres a mano, como lo venían haciendo, incluso después de eliminar varias combinaciones sin sentido, tomaría otros 15.000 años; los monjes desean utilizar tecnología moderna para terminar esta tarea en 100 días.
Alquilan un ordenador capaz de imprimir todas las permutaciones posibles y contratan a dos occidentales para instalar y programar la máquina. Los operadores de computadoras son escépticos pero siguen el juego. Después de tres meses, cuando el trabajo está a punto de completarse, temen que los monjes culpen a la computadora (y, por extensión, a sus operadores) cuando no sucede nada. Los occidentales parten un poco antes de lo previsto sin avisar a los monjes, para que la impresión final se complete poco después de su partida. De camino al aeródromo se detienen en el sendero de montaña. Bajo un cielo nocturno claro, calculan que debe ser justo el momento en que los monjes estén pegando los nombres impresos finales en sus libros sagrados . Entonces se dieron cuenta de que "en lo alto, sin ningún alboroto, las estrellas se apagaban".

## Recepción
En 2004, Los nueve mil millones de nombres de Dios ganó el Premio Hugo al mejor relato corto del año 1954. Kirkus Reviews lo calificó de "bastante notable", y The Guardian lo consideró un "maravilloso relato apocalíptico que te hará reír a carcajadas". Al afirmar que la historia "introdujo a muchos lectores occidentales a una intrigante especulación sobre las religiones orientales", Carl Sagan en 1978 incluyó el cuento entre las "pocas y raras historias de ciencia ficción que combinan un tema estándar de ciencia ficción con una profunda sensibilidad humana". En 1986 fue incluido en la antología Isaac Asimov Presents The Great SF Stories 15 como uno de los mejores cuentos de ciencia ficción de 1953.
Gary K. Wolfe señaló que la historia "está patentemente en desacuerdo con el racionalismo científico de Clarke". Paul J. Nahin ha señalado que, debido al retraso impuesto por la velocidad de la luz, un Dios omnisciente habría tenido que destruir todas las estrellas del universo años antes para que su "desaparición sincronizada" fuera visible exactamente en el momento en que los monjes completaron su tarea.
En 2003, Clarke informó que le habían dicho que el Dalai Lama había encontrado la historia "muy divertida".

## Adaptaciones cinematográficas
En 2011, la historia fue adaptada libremente en un cortometraje portugués, Scr1ptum, del director suizo Matthias Fritsche. En 2018, la narración fue adaptada en un cortometraje por Dominique Filhol.